# Brigoma
Brigoma é uma aldeia de São Tomé e Príncipe, localiza-se no Distrito de Lembá, ilha de São Tomé, próxima às localidades de Santa Catarina, de Rio Ave e São João.